# Um das Menschenrecht
Um das Menschenrecht. Ein Filmwerk aus der Freikorpszeit (in Österreich unter dem Titel Sturmtage 1919 veröffentlicht) ist ein deutscher Spielfilm mit nationalsozialistisch-propagandistischen Elementen aus dem Jahr 1934, in dem die Freikorps heroisiert werden. Der Film wurde von Arya Film GmbH produziert und kam am 28. Dezember 1934 in die deutschen Kinos.

## Handlung
Nach dem Ende des Ersten Weltkriegs kehren die Frontsoldaten Hans, Fritz, Max und Girgl in die bayerische Heimat zurück. Girgl zieht zurück auf seinen Bauernhof, während sich Max und Fritz den „Roten“ anschließen. Hans sieht jedoch im Bolschewismus eine Gefahr für Deutschland und schließt sich den Freikorps an. Er hatte sich um Arbeit bemüht, war jedoch abgelehnt worden, da er sich weigerte, einer Partei oder einer Gewerkschaft anzuschließen. Kurze Zeit später wird die Münchner Räterepublik ausgerufen. Die Revolutionäre betreiben einen Roten Terror, gegen den die Freikorps vorgehen. Hans kann Fritz und Max gefangen nehmen, lässt sie jedoch laufen. Nachdem sie erfahren haben, dass Fritz’ Familie in den Kämpfen ums Leben gekommen ist, fliehen sie zu Girgls Hof. Dieser nimmt sie bei sich auf. Wenig später wird Girgl wegen Beihilfe zum Hochverrat verhaftet und zu sechs Monaten auf Bewährung verurteilt. Nach seiner Freilassung begegnet er unverhofft Hans und nimmt ihn zu sich mit. Die anderen Frontkameraden teilen Hans mit, dass sie vorhätten, auszuwandern, und wollen ihn überreden, mit ihnen zu gehen. Hans lehnt dies jedoch ab, da er der Meinung ist, dass es Leute brauche, die Deutschland wieder aufbauen.